# Stephanie Rothman
Pour les articles homonymes, voir Rothman.
Stephanie Rothman,  née le 9 novembre 1936 à Paterson (New Jersey), est une réalisatrice américaine.

## Biographie
Elle étudie la sociologie à Berkeley puis le cinéma à l'Université de Californie du Sud de 1960 à 1963. Elle est la première femme récompensée par la bourse universitaire de la Directors Guild of America attribué au réalisateur d'un film d'étudiant. En 1964, Roger Corman l'embauche comme assistante et elle travaille sur les films Beach Ball (1965), Voyage sur la planète préhistorique (1965) et Queen of Blood (1966). A propos son travail avec Corman, elle déclare « J'ai tout fait : écrire de nouvelles, dénicher des sites, faire passer des castings à des acteurs, réaliser de nouvelles séquences et monter des final cuts » (« I did everything: write new scenes, scout locations, cast actors, direct new sequences and edit final cuts »).
En 1996, elle co-réalise avec Jack Hill le film Blood Bath.
Son film The Student Nurses, sorti en 1970, est le deuxième film produit par les studios New World Pictures de Roger Corman, pour lequel elle réalise aussi The Velvet Vampire en 1971.
Ensuite, elle et son mari Charles S. Swartz quitte Corman pour aller travailler avec les studios Dimension Pictures au sein desquels elle réalise trois films Group Marriage, Le Dernier Pénitencier (Terminal Island) et The Working Girls.

## Filmographie
- 1966 : Blood Bath, co-réalisé avec Jack Hill
- 1967 : It's a Bikini World
- 1970 : The Student Nurses
- 1971 : The Velvet Vampire
- 1973 : Group Marriage
- 1973 : Le Dernier Pénitencier (Terminal Island)
- 1974 : The Working Girls